# مؤشر التطابق
مؤشر التطابق (بالإنجليزية: Index of coincidence)، يعرف أيضا بمؤشر المصادفة أو مؤشر الصدفة. وهو مؤشر حسابي تم اختراعه من طرف ويليام فريدمان سنة 1922م بغرض المساعدة في تحليل وكسر بعض الشفرات خصوصا تلك التي تعتمد على مبدأ المقابلة أو التبادل (بالإنجليزية: substitution ciphers).
يقوم مبدأ الحساب على عد عدد مرات تطابق حروف نفس الموضع بين نصين مختلفين وبالتالي فهو يمكن من إعطاء فكرة حول نوعية التشفير المستخدم اذا ماكان تعمية وحيدة الألفبائية (بالإنجليزية: monoalphabetic substitution) أو تعمية متعددة الألفبائيات. كما أنه يستخدم لاستنباط جنس لغة النص وكذلك حجم المفتاح المستخدم في بعض الشفرات المتقدمة كشفرة فيجينير.
ينبني مؤشر التطابق بشكل مباشر على تحليل التكرار، إذأن توزيع حروف اللغة لا يتبع قانون التوزيع المنتظم (بالإنجليزية: uniform distribution)وبالتالي فإن أي لغة تتميز بمؤشر تطابق مختلف عن بقية اللغات الأخرى.

## مبدأ حساب مؤشر التطابق
يعكس مؤشر التطابق مدى احتمالية سحب حرفين متطابقين بشكل عشوائي من نفس النص. لذلك فهو يرتبط بشكل وطيد بحساب تواتر حروف هذه اللغة. فيم يلي الصيغة الرياضية العامة لحساب مؤشر التطابق باعتبار أبجدية مكونة من {\displaystyle n} حرف وباعتبار نص مكون من {\displaystyle N} حرف:
{\displaystyle IC=\sum _{i=1}^{n}{\frac {F_{i}(F_{i}-1)}{N(N-1)}}}
بحيث تمثل {\displaystyle F_{i}} عدد مرات ظهور الحرف الأبجدي ذي الترتيب {\displaystyle i} في النص المراد تحليله. مثلا باعتبار حروف الأبجدية العربية، نرمز ب{\displaystyle F_{1}} لعدد ظهور حرف الألف في النص، و ب{\displaystyle F_{2}} لعدد مرات ظهور حرف الباء في النص، وهكذا.
يمكن ملاحظة أن القيمة {\displaystyle {\frac {F_{i}(F_{i}-1)}{N(N-1)}}} تمثل احتمالية سحب نفس الحرف الأبجدي مرتين: إذ أن القيمة {\displaystyle F_{i}(F_{i}-1)} تمثل عدد إمكانيات سحب نفس الحرف مرتين، وتمثل القيمة {\displaystyle N(N-1)} عدد إمكانيات سحب حرفين (مهما كانا) بشكل عام من النص.
يمكن استنباط مؤشر التطابق من التوزيع الإحصائي لحروف اللغة (وذلك باعتبار أن هذا التوزيع الإحصائي تم الحصول عليه باستخدام نص كبير جدا) باستخدام العلاقة الرياضية التالية:
{\displaystyle IC\approx \sum _{i=1}^{n}p_{i}^{2}}
بحيث تكون {\displaystyle p_{i}} احتمالية ظهور الحرف الأبجدي ذي الموضع {\displaystyle i} ضمن حروف الأبجدية. بالرجوع مثلا إلى توزيع حروف اللغة العربية، نجد مثلا أن نسبة ظهور الحرف الجيم «ج» الذي هو الحرف الخامس في الترتيب الأبجدي العربي، هو {\displaystyle p_{5}=0.015}.

### تطبيع مؤشر التطابق
يمكن تطبيع (normalize) قيمة مؤشر التطابق وذلك بالضرب في عدد حروف الأبجدية كما يلي:
{\displaystyle IC_{N}=IC\times n\approx n\times \sum _{i=1}^{n}p_{i}^{2}}
بحيث تمثل {\displaystyle n} عدد حروف أبجدية النص. تمكن هذه العلاقة من تطبيع قيمة مؤشر التطابق بحيث نحصل في حالة توزيع منتظم لحروف النص على القيمة 1.00.